# Manus
Manus是一款由原中国团队Monica开发的通用人工智能代理产品，于2025年3月6日发布。
作为一款智能体产品，Manus被设计为能够自主完成复杂任务的 AI 系统。与聊天机器人不同，Manus 能够自主规划并执行多模态任务，无需用户持续指导便可自动搜索和多步骤行动，还能破解验证码、处理复杂文件并生成结构化输出，如表格和演示文稿等。

## 发展
7月11日，Manus官方微博和小红书账号的内容已清空。通过中华人民共和国互联网进入Manus官网，显示的不再是“Manus中文版本正在开发中”，而是“Manus在你所在的地区不可用”，Manus与阿里通义千问合作开发中文版一事，有员工称“不会继续推进”。Manus之后或将不再设立中国国内办公地，亦不再保留中国国内业务团队，全部迁移至新的总部所在地新加坡。

## 性能
Manus 在 GAIA 基准测试（用于评估现实世界问题解决能力的测试）中表现出色，声称在所有三个难度级别上实现了最先进的性能。据报道，其得分约为 86.5%，可能优于 H2O.ai 的 h2oGPTe Agent（65%）和 OpenAI 的 DeepResearch，但具体数据因公开信息有限而未完全验证。
在实际应用中，Manus 能够高效地编制列表、搜索房产、提名候选人，并在特定任务中优于 OpenAI DeepResearch。然而，它在涉及付费墙或验证码的任务中需要人工干预。任务完成时间因复杂性而异，从几分钟（例如 8 分钟的研究分析）到数小时（例如 24 分钟的网络应用程序开发）不等。

## 名称
拉丁语意为“手”，寓意“知行合一”（Mens et Manus）。

## 争议

### 访问限制与炒作
Manus 发布后迅速引发了争议。一方面，有支持者称其为继 DeepSeek 之后的第二个中国 AI 领域重大突破；另一方面，此外，Manus 采用的邀请码机制被质疑是"饥饿营销"，在发布当天，邀请码在二手平台上被炒至近10万元人民币。 目前 Manus 还处于邀请测试阶段（invitation-only beta），邀请码稀缺。官方网站排队等待名单已经超 10 万人。

### 技术依赖
虽然 Manus 宣称有自研模块，但有专家分析其底层可能部分依赖：Anthropic Claude 3.5 Sonnet质疑声认为其可能是海外技术的"本土化套壳"，功能与Anthropic 的"ComputerUse"高度相似。

### 数据隐私
由于 Manus 的母公司 Butterfly Effect AI 位于中国，有部分海外用户对：数据是否存储在中国服务器用户信息是否有被分析或泄露风险表达了担忧。